# Turn-Europameisterschaften 1967 (Frauen)

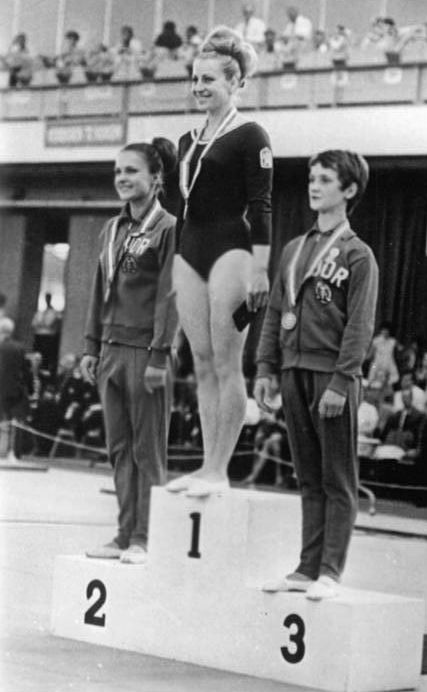
Siegerehrung Sprung: v. l. n. r. Zuchold, Čáslavská und Janz

Die sechsten Turn-Europameisterschaften der Frauen fanden 1967 in Amsterdam statt. Nach ihrem Fünffach-Erfolg bei den Europameisterschaften 1965 schaffte es Věra Čáslavská erneut alle Disziplinen für sich zu entscheiden. Erstmals nahmen Turnerinnen aus der Schweiz an Turn-Europameisterschaften teil, belegten aber nur hintere Plätze.

## Teilnehmer
| - Belgien - Bulgarien - Dänemark - Deutsche Demokratische Republik - BR Deutschland - Frankreich - Italien | - Jugoslawien - Niederlande - Norwegen - Österreich - Polen - Portugal - Rumänien | - Schweden - Schweiz - Spanien - Sowjetunion - Ungarn - Vereinigtes Königreich - Tschechoslowakei |

## Ergebnisse

### Mehrkampf
|      |                     |        |
| Rang | Athletin            | Punkte |
| 1    | Věra Čáslavská      | 38.965 |
| 2    | Sinaida Druschinina | 38.533 |
| 3    | Marianna Krajčírová | 38.199 |
| 4    | Karin Janz          | 38.065 |
| 5    | Erika Zuchold       | 37.898 |

### Gerätefinals
| Rang | Athletin       | Punkte |
| ---- | -------------- | ------ |
| 1    | Věra Čáslavská | 19.733 |
| 2    | Erika Zuchold  | 19.533 |
| 3    | Karin Janz     | 19.333 |

| Rang | Athletin            | Punkte |
| ---- | ------------------- | ------ |
| 1    | Věra Čáslavská      | 19.199 |
| 2    | Karin Janz          | 19.166 |
| 3    | Marianna Krajčírová | 19.066 |

| Rang | Athletin              | Punkte |
| ---- | --------------------- | ------ |
| 1    | Věra Čáslavská        | 19.833 |
| 2    | Natalja Kutschinskaja | 19.666 |
| 3    | Sinaida Druschinina   | 19.499 |
| 4    | Karin Janz            | 19.466 |
| 5    | Marianna Krajčírová   | 19.132 |
| 6    | Erika Zuchold         | 19.099 |

| Rang | Athletin              | Punkte |
| ---- | --------------------- | ------ |
| 1    | Věra Čáslavská        | 19.866 |
| 2    | Natalja Kutschinskaja | 19.733 |
| 3    | Sinaida Druschinina   | 19.666 |

## Medaillenspiegel
|      |                                 |   |   |   |       |
| Rang | Land                            |   |   |   | total |
| 1    | Tschechoslowakei                | 5 | – | 2 | 7     |
| 2    | Sowjetunion                     | – | 3 | 2 | 5     |
| 3    | Deutsche Demokratische Republik | – | 2 | 1 | 3     |